# Distoleon limitatus
Distoleon limitatus är en insektsart som först beskrevs av Navás 1923.  Distoleon limitatus ingår i släktet Distoleon och familjen myrlejonsländor. Inga underarter finns listade i Catalogue of Life.